# Consejo Administrativo Militar Provisional
El Consejo Administrativo Militar Provisional (CAMP), más conocido por la transliteración de la primera palabra en amhárico de su primer nombre, Derg o Dergue, fue una junta militar comunista que gobernó Etiopía desde la Revolución etíope de 1974 hasta la formación de la República Democrática Popular de Etiopía 1987.
Tras la Revolución de 1974, el poder estatal quedó en manos del Consejo Administrativo Militar Provisional, un organismo creado previamente como Comité de Coordinación de las Fuerzas Armadas, Policía y Ejército Territorial (más conocido por la transliteración de la primera palabra en amárico: Derg) para estudiar las quejas de varias unidades militares, investigar los abusos cometidos por oficiales superiores, y erradicar la corrupción en el ejército. No obstante, a medida que la situación se salía de control fue ganando más poder hasta que destituyó y encarceló al emperador Haile Selassie, asesinado poco después.

## Presidentes del Derg
El presidente del Derg era el jefe de Estado y de Gobierno de Etiopía. También tenía los títulos de presidente del Consejo de Ministros y Comandante Supremo de las Fuerzas Armadas Revolucionarias de Etiopía.
- Aman Andom (12 de septiembre de 1974-17 de noviembre de 1974);
- Mengistu Haile Mariam (17 de noviembre de 1974-28 de noviembre de 1974);
- Tafari Benti (28 de noviembre de 1974-3 de febrero de 1977);
- Mengistu Haile Mariam (11 de febrero de 1977-10 de septiembre de 1987).

El General Aman fue designado al frente del CAMP cuando Haile Selassie fue destronado, pero sus continuas disputas y desacuerdos con el resto de los miembros del Consejo, así como las notas antigubernamentales y que enviaba a sus seguidores y otras provocaciones causaron su destitución y arresto. El Vicepresidente 1.º asumió temporalmente la presidencia hasta la designación del General Tafari. A comienzos de 1977, Tafari dio un discurso nacionalista que preanunciaba un autogolpe dirigido a acabar con el ala izquierda del CAMP (dirigida por el vicepresidente 1.º Mengistu) y que se llevaría a cabo el 3 de febrero. El Consejo decidió la destitución y eliminación del Presidente y otros complotados en el autogolpe, orden llevada a cabo ese día, durante el cual hubo numerosos tiroteos.

## Antecedentes
A comienzos de la década de 1970, bajo el régimen feudal del emperador Haile Selassie, Etiopía era uno de los países más pobres del mundo. El grueso de la población vivía en el área rural, sufriendo periódicas sequías y enfrentando hambrunas continuas. La mayor parte de las tierras eran propiedad del emperador, la nobleza o la Iglesia, quienes en ocasiones exigían tributos altísimos a los campesinos empobrecidos. No había partidos políticos y se necesitaba de la aprobación imperial para llevar a cabo cualquier acción gubernamental.
En este contexto, hacia 1974, el régimen de Haile Selassie se enfrentaba a un gran descontento público, agudizado por derrotas militares a manos de guerrilleros eritreanos, y a raíz de una profunda hambruna en las provincias de Wolo y Tigray, producida por la sequía. Estos hechos desencadenaron una revolución liderada por oficiales de baja graduación del Ejército y promovida por grupos políticos de izquierda, que terminó con el derrocamiento del emperador.
Como resultado de esta sublevación, en junio de 1974, el poder pasó a manos de una comisión de oficiales dirigida por Atnafu Abate, denominada Consejo de Coordinación de las Fuerzas Armadas, la Policía y el Ejército Territorial, que llegó a ser conocido como el Derg (consejo). Originalmente el consejo fue instituido para enfrentar la crisis política, estudiar las quejas de las diversas unidades militares, investigar los abusos cometidos por altos funcionarios militares, y para erradicar la corrupción en el Ejército Imperial de Etiopía, obteniendo diversas concesiones de parte del emperador. Sin embargo, luego de que fracasara un intento de crear una monarquía constitucional, en septiembre de 1974 se declara oficialmente la abdicación del emperador, y se encarcela a Haile Selassie.

## La consolidación del poder de Mengistu

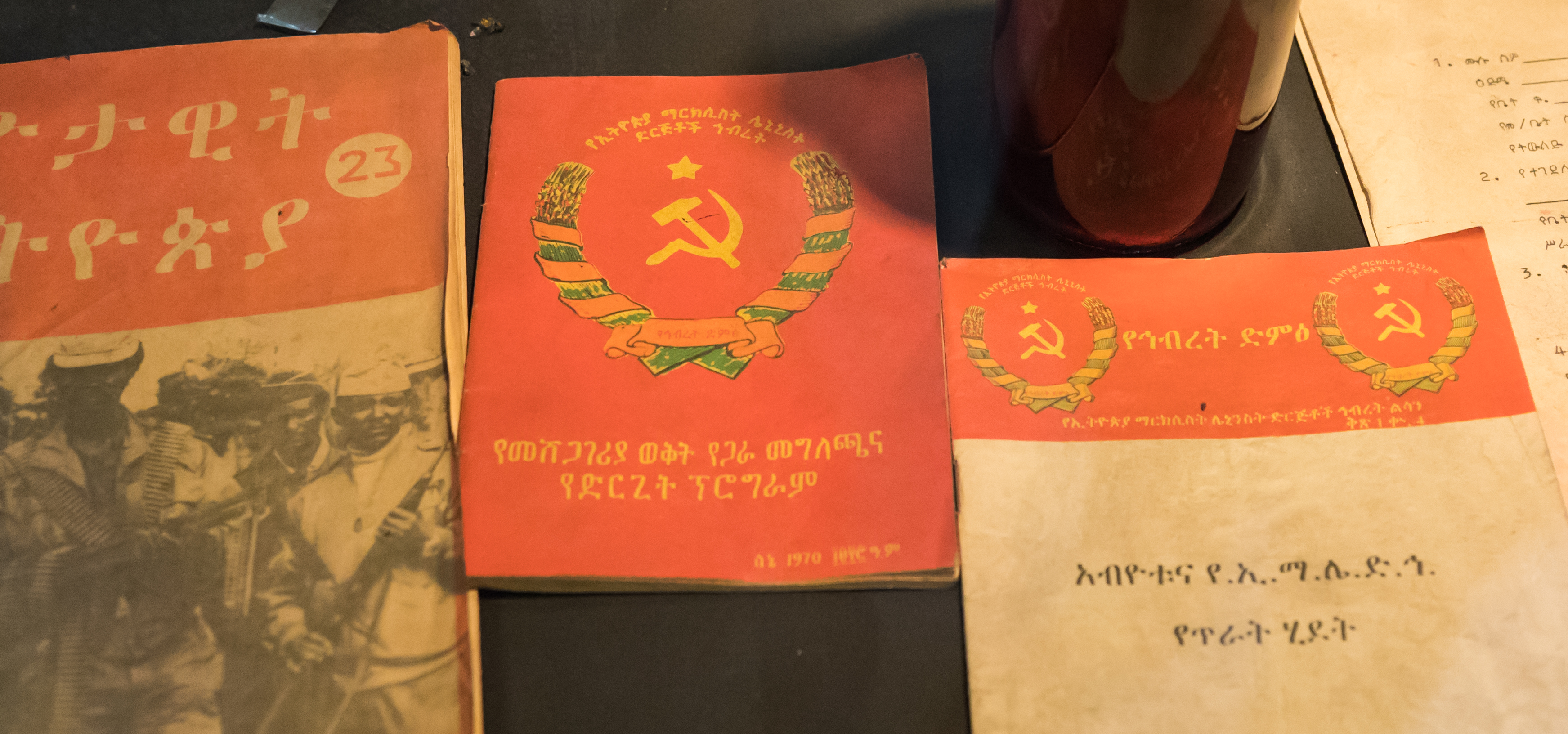
Manifiesto de defensa del Derg, publicado en junio de 1978.

El día 15 de septiembre de 1974 el consejo cambia de nombre por el de Consejo Administrativo Militar Provisional, tomando el control total del gobierno. Se elige al Teniente General Aman Andom como su presidente y como jefe de Estado, hasta que el Príncipe Heredero Asfaw Wossen regresase a asumir el trono como monarca constitucional. En noviembre de 1974 el general Andom Aman, sería depuesto y asesinado, junto a algunos seguidores y funcionarios del antiguo régimen. En su lugar el Derg nombra al General Tafari Benti, como presidente del consejo y jefe de Estado.
Finalmente en mayo de 1975 la Monarquía sería abolida oficialmente, proclamándose su sustitución por un gobierno socialista de inspiración marxista-leninista. El 27 de agosto del mismo año, fallece Haile Selassie a causa de una insuficiencia respiratoria, en circunstancias no aclaradas. Oficialmente se declaró que la muerte se debió a complicaciones luego de una operación a la próstata. Sin embargo, sus partidarios señalan que fue asesinado por orden de Mengistu
Después de diversos conflictos internos, purgas, y del atentado que acabaría con la vida del General Tafari Benti y varios de sus seguidores en noviembre de 1977, Mengistu adquiere el liderazgo indiscutible del Derg, siendo nombrado Presidente y jefe de Estado. Consolidó su posición luego de la ejecución de su antiguo colaborador, el coronel Atnafu Abate, acusado de haber puesto los intereses de Etiopía por encima de los intereses del socialismo y de otras actividades "contra-revolucionarias". Bajo el control de Mengistu Etiopía recibió ayuda militar, y asistencia técnica, de países como la Unión Soviética y Cuba
Entre los años 1977 y 1978 el poder total de Mengistu al mando del Derg, despertó la resistencia del Partido Revolucionario del Pueblo Etíope (PRPE), el cual acusaba a Mengistu de poseer una ideología fascista, y estar detrás de diversos ataques y atentados contra sus detractores. Siendo duramente reprimido junto a otras organizaciones, en lo que se denominó el Terror Rojo. Luego, dirigió su atención contra el Movimiento Socialista Panetíope, del cual se había servido Mengistu para reprimir al PRPE. Ambas organizaciones marxistas habían sido partidarias de la revolución comunista que había derrocado a Haile Selassie.

## Política económica
Luego de que fuera abolido el Imperio, el gobierno de la naciente República de Etiopía procedió a la socialización de la economía.
Los primeros pasos en esta dirección consistieron en la nacionalización de la banca y de los seguros. Posteriormente, se llevó a cabo una reforma de la propiedad, prohibiendo por ley la posesión de tierras y limitando a un bien por familia la propiedad inmobiliaria. Con lo cual una gran cantidad de inmuebles, y de tierras pasaron directamente al control del Estado.
Como parte de las políticas de colectivización de la economía se llevó a cabo una profunda reforma agraria. Tradicionalmene el reparto de la tierra en Etiopía se organizaba alrededor de dos regímenes de tenencia: el Rist centrado en torno a clanes familiares y el Gult, concesiones de tierra de propiedad imperial. La prohibición de la propiedad y la expropiación de las tierras regidas por el Gult, provocó que millones de campesinos y sus familias pasaran a depender directamente del Estado que se hacía cargo de las tierras antes regidas por la nobleza feudal.
En el campo se implantaron Granjas Estatales siguiendo el modelo soviético, y en la ciudad se nacionalizaron las industrias, medidas que en un comienzo despertaron el apoyo popular hacia el Derg. Sin embargo, la mala gestión, la corrupción y la hostilidad hacia el régimen, junto con los efectos de la guerra constante contra los movimientos guerrilleros separatistas en Eritrea y Tigray, provocaron una drástica caída en la productividad general de los alimentos y cultivos comerciales.
En 1978, el gobierno anunció la Campaña Nacional de Desarrollo Revolucionario, campaña destinada a movilizar recursos humanos y materiales para transformar la economía, por medio de un Plan Decenal (1984/85-1993/94) que pretendía expandir la agricultura y la producción industrial. La previsión de crecimiento del PIB era de un 6,5% y de un 3,6% de un aumento del ingreso per cápita, sin embargo, el ingreso per cápita disminuyó 0,8% durante este período.
En todo este periodo, el Banco Mundial siguió prestando asistencia durante el gobierno de Mengistu, en reconocimiento de la sorprendentemente conservadora y prudente disciplina fiscal que el régimen trató de seguir.

## Políticas sociales

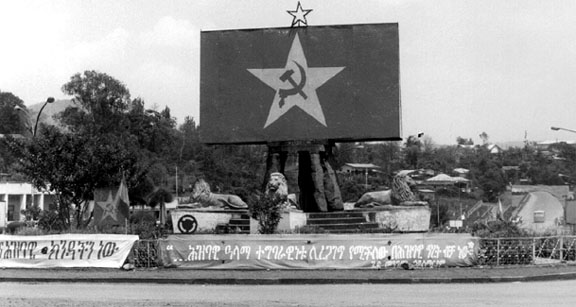
Monumento ensalzando las virtudes del comunismo.

A principios de 1975, el gobierno había cerrado temporalmente la Universidad Haile Selassie I, así como todas las escuelas secundarias superiores, con el objetivo de desplegar a los aproximadamente 60.000 estudiantes y profesores en las zonas rurales para promover la "Campaña de Desarrollo mediante la Cooperación". El objetivo de la campaña era promover la reforma agraria y mejorar la producción agrícola, la salud, y la administración local, además de enseñar a los campesinos sobre el nuevo orden político y social.
Uno de los objetivos del nuevo gobierno era combatir el enorme analfabestismo que caracterizaba históricamente al país, y es considerado uno de los éxitos de la República Democrática Popular, pues el país pasó de menos del 10% de población alfabetizada en la era imperial, a un 27% en 1994. Inicialmente se llevó a cabo la alfabetización en cinco idiomas: amhárico, oromo, tigriña, welayta, y somalí; ampliándose luego a 15 idiomas, lo que representa el 93% de la población.
En los 10 años que van desde 1975 a 1985 la matrícula primaria aumentó de unos 957.300 a cerca de 2.450.000. Si bien, aún se observaban variaciones entre las regiones en el número de estudiantes matriculados y existía una disparidad en la matrícula de niños y niñas. Sin embargo, mientras la inscripción de los niños se había duplicado, el de las niñas se había más que triplicado en dicho período.
A su vez, en el mismo período el número de escuelas secundarias superiores casi se duplicó. Aunque hay una cantidad significativamente menor de las niñas matriculados en el nivel secundario, la proporción de mujeres en el sistema escolar en todos los niveles y en todas las regiones aumentó de alrededor del 32 por ciento en 1974/75 a 39 por ciento en 1985/86. No obstante, los críticos al gobierno señalaban que la mayoría de estas estadísticas son inexactas, ya que no fueron validadas por algún organismo u organización internacional neutral.
Para solucionar los graves problemas de salubridad, heredados del régimen anterior, la nueva república recurrió a la ayuda externa. La enorme falta de personal médico y de recursos, fue paliada principalmente, con la asistencia médica de Cuba, la Unión Soviética y de otros países de Europa Oriental. En 1980 llegó al país una delegación de 300 técnicos médicos cubanos, para colaborar en resolución los problemas de salud pública. En contraste, la ayuda occidental para el desarrollo a largo plazo del sector de la salud fue modesto, la más baja asistencia per cápita en el África subsahariana, proveniente principalmente de Italia y Suecia.
A su vez, en la naciente república continuaron funcionando las agencias internacionales que ya estaban presentes en tiempos del emperador, tales como, las Naciones Unidas a través de agencias como el PNUD, la FAO, la Unesco, la UNICEF, la ONUDI, el UNFPA y la Organización Mundial de la Salud.

## La gran hambruna de 1984

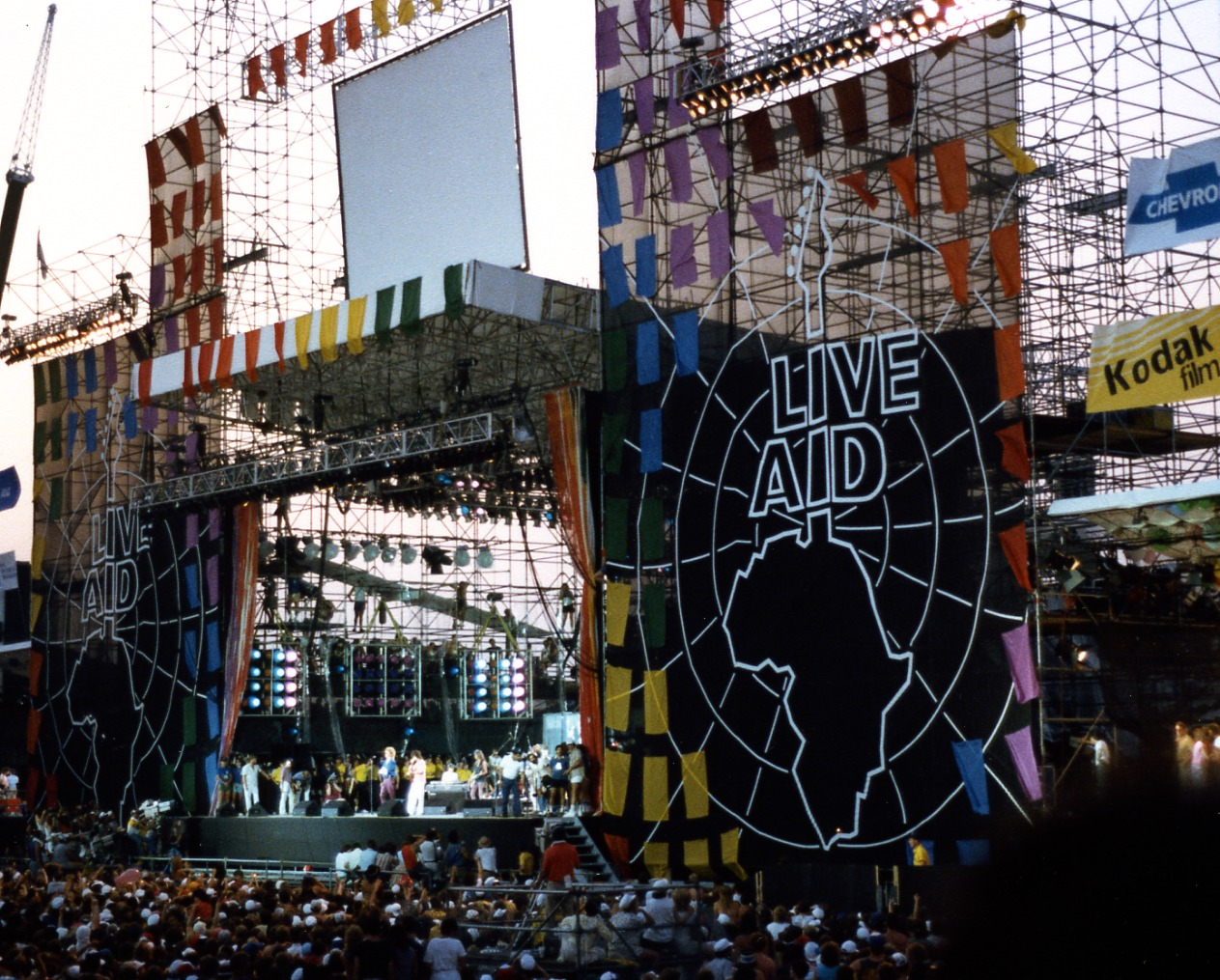
Concierto Live Aid realizado en el Estadio J.F.K de Filadelfia.

En la primera mitad de los años 1980 la llegada de una sequía de gran magnitud empeoró considerablemente la situación económica del país. El país aún no se recuperaba de las hambrunas ocurridas a comienzos de la década de 1970, que provocaron cerca de 300.000 muertos en las provincias de provincias de Wolo y Tigray, contribuyendo al debilitamiento del antiguo régimen. En 1984 una nueva sequía vino a golpear a la población rural empobrecida provocando una gran hambruna que dejó cerca de 1.000.000 de muertos. En este marco, cientos de miles de personas huyeron de la miseria económica, buscando refugio en el exterior.
La magnitud de la hambruna se explica también, por un desequilibrio de la población que se concentra en la zonas altas, que son libres de la malaria y de la enfermedad del sueño. Tanto en tiempos del Emperador, como en el régimen comunista se trató de reasentar a la población en las tierras bajas, pero esta política de Mengistu debió soportar la crítica internacional, contraria al reasentamiento obligado de la población, lo cual contribuyó a agudizar la crisis humanitaria.
La limitada capacidad del gobierno para responder a la crisis, quedó dramáticamente demostrada con la dependencia del país de la ayuda extranjera entre 1984 y 1989. Paralelamente, desde 1983 el conflicto armado entre el gobierno y los movimientos de oposición en el norte se había combinado con la sequía para profundizar la hambruna en Eritrea, Tigray, y Wolo. Por sí sola la sequía tuvo un impacto devastador en otras nueve provincias del país. Este desastre natural superó con creces la sequía de 1973. A comienzos de 1985, unos 7,7 millones de personas sufrían por la escasez de alimentos, de los cuales, 2,5 millones estaban en riesgo directo de hambre.
Tal como había ocurrido en el pasado, la comunidad internacional envió abundante ayuda a Etiopía, pero una vez que la tragedia había alcanzado dimensiones catastróficas, a pesar de que la FAO había advertido con anterioridad del riesgo de hambrunas a la comunidad internacional. Se realizaron campañas internacionales de recolección de alimentos, dinero y suministros, entre los que destacan los conciertos Live Aid de 1985, organizados por el músico irlandés Bob Geldof, y realizados en forma simultánea en Londres y Filadelfia. Estas campañas despertaron la resistencia, en EE. UU., del gobierno de Ronald Reagan, que en el marco de su política antisoviética, consideraba que la solicitud de ayuda era solo un excusa del gobierno etíope para captar fondos con los que financiar su maquinaria bélica.
En 1987 una nueva amenaza de sequía afectó a 5 millones de personas en Eritrea y Tigray. Esta vez, sin embargo, la comunidad internacional estuvo mejor preparada para llevar alimentos a las zonas afectadas, pudiéndose evitar la hambruna y la emigración masiva de la población.

## Guerras de Ogadén
La República Democrática de Somalia dirigida bajo la dictadura de Mohamed Siad Barre y que ya había tenido tensiones con el Derg por su apoyo al Frente para la Liberación Nacional de Ogaden y por el irredentismo de Barre por conquistar los antiguos territorios de Somalia y los que estaban habitados por la etnia somalí.
En 1977, Somalia invade la región etíope de Ogaden, aunque al inicio de la guerra las fuerzas somalí tuvieron una enorme ventaja ante las fuerzas etíopes, el apoyo de Cuba y la Unión Soviética terminaría dándole una ventaja al gobierno de Mengitsu.
En 1978, un fuerte ataque de artillería cubana y etíope terminarían expulsando a las fuerzas somalís de Etiopía.

## Conversión del gobierno militar a uno civil

Bandera de estado del Derg (1975-1987)

La Unión Soviética comenzó a presionar al CAMP para crear un partido de vanguardia civil que reemplazara al gobierno militar. Mengistu Haile Mariam, líder del CAMP, anunció la creación de la Comisión para Organizar el Partido de los Trabajadores de Etiopía en diciembre de 1979, que es fundado el 12 de septiembre de 1984, en el 10.º Aniversario de la Revolución, cuya principal labor era sentar las bases para la edificación del Estado socialista, entre ellas la redacción de una Constitución política que legalizara el nuevo Estado que se buscaba construir.
En marzo de 1986, se eligieron 343 miembros de la Comisión Constitucional. Esta Comisión tiene su origen en el Instituto para el Estudio de Nacionalidades de Etiopía, que el CAMP había establecido en marzo de 1983 para encontrar soluciones a los graves problemas derivados de la diversidad étnica de Etiopía. El Instituto estaba integrado en su mayoría por académicos de la Universidad de Adís Abeba, que siguieron actuando como asesores de la Comisión Constitucional. Los diversos miembros de la Comisión incluyeron a líderes religiosos, artistas, escritores, médicos, académicos, deportistas, trabajadores y antiguos nobles. También se buscó que todas las etnias tuvieras representación.
Durante unos seis meses, la Comisión debatió los detalles de la nueva Constitución. En junio de 1986, emitió un borrador. El gobierno imprimió un millón de copias a kebeles (similar a distritos de las ciudades) y asociaciones de campesinos en todo el país. Durante los siguientes dos meses, el proyecto fue discutido en cerca de 25.000 localidades. El interés popular se centró en cuestiones tales como los impuestos, el papel de la religión, el matrimonio, la organización de las elecciones, y los derechos y obligaciones de la ciudadanía. El proyecto más controvertido fue el de la prohibición de la poligamia, que causó mucho malestar entre los musulmanes. Los ciudadanos presentaron más de 500.000 sugerencias de revisiones. En agosto, la Comisión volvió a reunirse para examinar las enmiendas propuestas. En total, la Comisión aceptó noventa y cinco enmiendas al proyecto original.
La versión final de la Constitución fue sometida a referéndum el 1 de febrero de 1987 (aprobada con el 81% de los votos), el 22 de ese mes comenzó a regir, el 14 de junio se celebraron elecciones generales (con participación del 85% del electorado). El CAMP se abolió el 10 de septiembre, el mismo día, Mengistu asumía como Presidente de la República Democrática Popular de Etiopía.